# Äntligen (album)
För andra betydelser, se Äntligen.
Äntligen eller Äntligen - Marie Fredrikssons bästa 1984-2000 utkom år 2000 och är ett album av den svenska popsångerskan Marie Fredriksson. Albumet utgör ett urval av Fredrikssons mest populära material under tiden 1984-2000. Albumet innehöll även den nyskrivna låten "Äntligen"  som komponerats och skrivits av Marie Fredriksson och Mikael Bolyos. Låten blev utgiven på singel samma år.

## Sånger
1. Äntligen - 4:01
2. Det som var nu (med Patrik Isaksson) - 6.37
3. Ännu doftar kärlek - 3:43
4. Den bästa dagen - 4.34
5. Mot okända hav - 3:49
6. Den sjunde vågen - 5.56
7. Ett hus vid havet - 1.29
8. Efter stormen - 4.00
9. Om du såg mig nu - 4:01
10. Bara för en dag - 4:42
11. Sparvöga - 4.07
12. Så stilla så långsamt - 5:40
13. Så länge det lyser mittemot - 5.09
14. Mellan sommar och höst - 4:17
15. I en tid som vår - 5.51
16. Tro - 4:56
17. Solen gick ner över stan (Klubbmix/Äntligen) - 3:33

## Listplaceringar
| Lista (2000-2001) | Topplacering |
| ----------------- | ------------ |
| Norge             | 6            |
| Sverige           | 1            |